# Sastra fulvomarginata
Sastra fulvomarginata es una especie de insecto coleóptero de la familia Chrysomelidae. Fue descrita científicamente en 1988 por Takizawa.